# Dwunastu Apostołów (Australia)

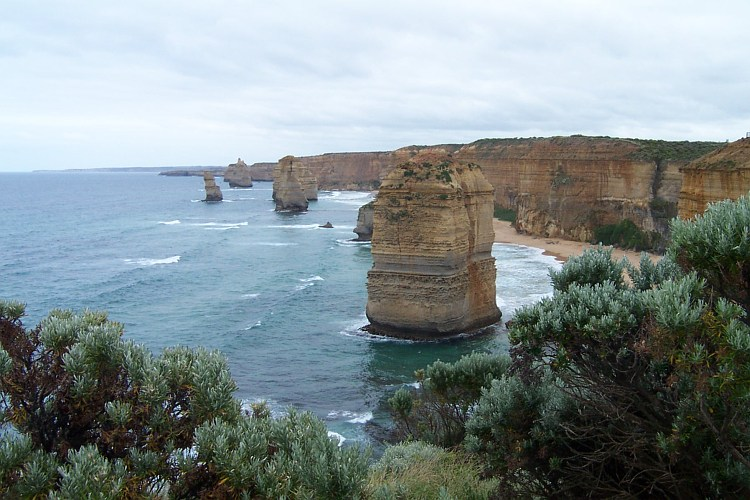
Dwunastu Apostołów

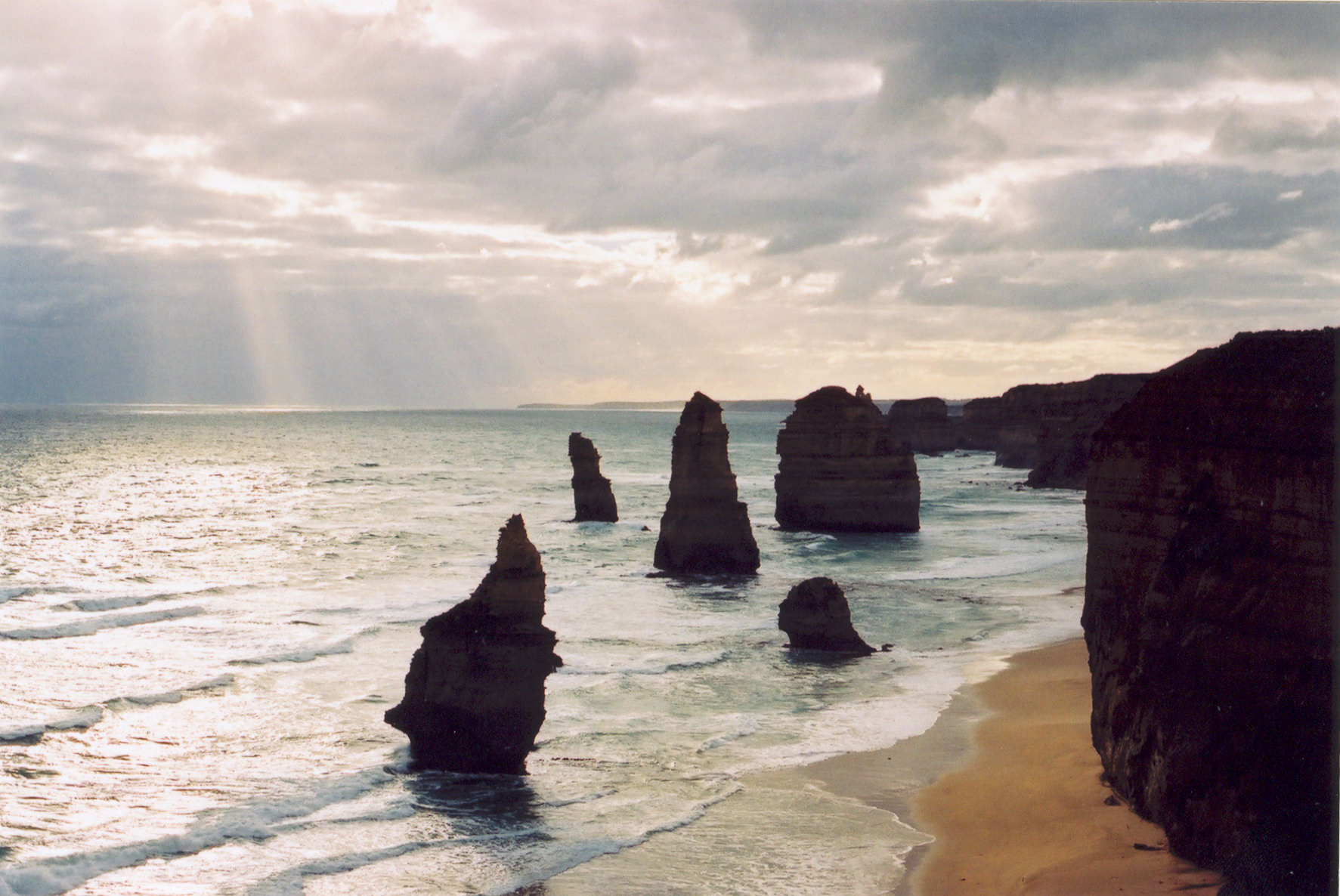
Dwunastu Apostołów wieczorem – kolumna stojąca na pierwszym planie już nie istnieje, zawaliła się 2 lipca 2005

Dwunastu Apostołów (ang. The Twelve Apostles) – grupa naturalnie powstałych kolumn z wapienia stojących w morzu, tuż przy brzegu w parku narodowym Port Campbell, przy Great Ocean Road w stanie Wiktoria w Australii. Kolumny są wynikiem erozji i mają różną grubość i wysokość. Chociaż nazwa na to wskazuje, kolumn wcale nie jest 12, a została zainspirowana tym, że kolumny stoją blisko siebie. Jest to jedna z najczęściej odwiedzanych i fotografowanych atrakcji turystycznych w Australii.
Ciągły proces erozji powoduje, że kolumny skalne są cały czas podmywane, część z nich uległa już zawaleniu. 2 lipca 2005 około godziny 9.00 rano czasu lokalnego na oczach wielu turystów zawaliła się jedna z kolumn mająca prawie 50 metrów wysokości, pozostawiając 8 stojących kolumn, 25 września 2009 zawaliła się kolejna kolumna, jednak później okazało się, iż jest to skała nienależąca do Apostołów.
Pierwsza nazwa Dwunastu Apostołów brzmiała Maciora i świnki (ang. The sow and piglets), ale uznano, że nie jest ona wystarczająco majestatyczna.
Podobną nazwę noszą analogiczne formacje skalne na całym świecie, na przykład układ skał na szczytach masywu górskiego na południe od Vatra Dornei, na rumuńskiej Bukowinie (okręg Suczawa), a także Grań Apostołów w Tatrach.